# Du Mu
Du Mu (杜牧 ; pinyin: Dù Mù; 803 – 852) è stato uno scrittore cinese della Dinastia Tang poeta lirico con stile romantico e spontaneo, ispirato da cortigiane e influenzato da Du Fu, Li Bai, Han Yu e Liu Zongyuan.
Du Mu e Li Shangyin sono i "Piccoli Li-Du" (小李杜), in confronto ai "Grandi Li-Du": Li Bai e Du Fu. Dieci delle sue poesie sono state inserite nell'antologia Trecento poesie Tang.